# Хаїт Матвій Абрамович
Хаїт (Хаат, Хант) Матвій Абрамович (23 вересня 1871, Сімферополь, Україна - ?) – російський революційний діяч
Син шевця. Закінчив технічне залізничне училище. Протягом 1899-1902 рр. навчався на медичному факультеті Бернського університету (Швейцарія). З 1902 р. – член ПСР.
Виконував різні партійні доручення в Одесі, Камʼянці-Подільському, Керчі, Катеринославі, Києві.
1903 р. працював у Львові. У листопаді 1903 р. заарештований на австро-російському кордоні за спробу перевезення нелегальної літератури. Згодом виїхав до Швейцарії.
З 1907 р. знову в Одесі. Декілька разів заарештовувався та засуджений до каторги. 1913 р. виїхав до Америки, де редагував журнал «Воля». 
1917 р. переїхав у Сімферополь, де був обраний членом Ради селянських депутатів. Також став членом Ради народних представників – органу влади Таврійської губернії наприкінці 1917 р.
Після революції проживав у Харбіні, де протягом 1920-1921 рр. редагував ліву газету «Вперед». Згодом повернувся до Радянської Росії. Працював юрисконсультом у м.Абакан (Красноярський край). 6 листопада 1936 р. заарештований та засуджений на 8 років. Реабілітований 1989.